# Òc (revista)
Òc és una revista literària occitana creada el 1923 a Tolosa per Ismael Girard i Camil Soula. Se la considera com una proposta d'expressió independent de la cultura occitana. És redactada íntegrament en occità en la norma clàssica, encara que publicà obres d'autors en català i d'altres idiomes.
Començà com a òrgan de la Societat d'Estudis Occitans (SEO) i fins al 1939 va estar molt influïda pel catalanisme, degut al mecenatge de Josep Carbonell i Gener i l'Oficina de Relacions Meridionals de la Generalitat de Catalunya.
Actualment la redacció és establerta a Moans-Sartós (Alps Marítims) i és dirigida per Maria Loïsa Gordon. Hi han col·laborat grans escriptors com Max Roqueta i Bernat Manciet.